# (11092) Iwakisan
(11092) Iwakisan est un astéroïde de la ceinture principale.

## Description
(11092) Iwakisan est un astéroïde de la ceinture principale. Il fut découvert le 4 mars 1994 à Ōizumi par Takao Kobayashi. Il présente une orbite caractérisée par un demi-grand axe de 2,73 UA, une excentricité de 0,05 et une inclinaison de 1,4° par rapport à l'écliptique.

## Compléments